# Сосновка (Конотопский район)
Сосновка (укр. Соснівка) — село,
Сосновский сельский совет,
Конотопский район,
Сумская область,
Украина.
Код КОАТУУ — 5922087801. Население по переписи 2001 года составляло 932 человека.
Является административным центром Сосновского сельского совета, в который, кроме того, входят
село Вольное и
посёлок Шевченковское.

## Географическое положение
Село Сосновка находится на левом берегу реки Куколка,
выше по течению на расстоянии в 2 км расположено село Вольное,
ниже по течению на расстоянии в 6 км расположено село Поповка,
на противоположном берегу — село Шаповаловка.
По селу протекает пересыхающий ручей с запрудами, выше по течению которого на расстоянии в 1 км расположен посёлок Шевченковское.

## История
- Село Сосновка известно с начала XVII века.
- 1659 — около села Сосновка, на переправе, произошел один из эпизодов Конотопской битвы между войсками гетмана Ивана Выговского и русско-казацкими войсками под командованием князя Алексея Трубецкого и прорусского гетмана Ивана Беспалого.

## Экономика
- ЧП Агрофирма «Сосновская».

## Объекты социальной сферы
- Школа.
- Дом культуры.